# Тревоги первых птиц
«Тревоги первых птиц» — советский фильм 1985 года режиссёра Диамары Нижниковской по сценарию Алеся Осипенко.

## Сюжет
1944 год. Демобилизованный по ранению сержант Василий Калина возвращается в родную деревню. Но не находит деревни: отступая, немцы сожгли все дома и минировали поля. Восстановлением хозяйства руководит бывший командир действовавшего здесь партизанского отряда Григорий Горовой. Он назначает Василия председателем колхоза. Вскоре Калина узнает, что Клавдия, которую он любил до войны, считая его погибшим, вышла замуж за Горового. Ситуация становится испытанием для всех троих…

## В ролях
В главных ролях:
- Борис Борисов — Григорий Горовой
- Евгений Меньшов — Василий Калина
- Марина Карманова — Клавдия

В остальных ролях:
- Светлана Тормахова — Домна
- Фёдор Валиков — Иванёнок
- Иван Сидоров — Сабочка
- Софья Горшкова — Даша
- Антонина Бендова — Татьяна
- Пётр Солдатов — Макар
- Людмила Писарева — Макариха
- Наталия Дмитриева — Ульяна Петрачиха
- Николай Волков — старик
- Евгения Лыжина — старуха
- Екатерина Донец — Фруза Мельникова
- Александр Суснин — старшина на железной дороге
- Валентина Петрачкова — колхозница
- и другие

## Рецензии
- Климентенко С. — От того опаленного жита (Худож. фильм «Тревоги первых птиц») // Сельская газета, 6 сентября 1986
- Крупеня Я. — Трывогі першых птушак: гаднайм.маст.фільм // Мінская праўда, 7 сак 1986